# Hama Amadou
Hama Amadou, född 1950 i Youri i Tillabéri, död 23 oktober 2024 i Niamey, var en nigerisk politiker som var premiärminister (regeringschef) i Niger 1995–1996 samt 3 januari 2000–7 juni 2007.